# Panzhou, Guangdong
Panzhou (kinesiska: 潘州) är ett stadsdelsdistrikt i sydöstra Kina. Det ligger i Gaozhou i staden Maoming i provinsen Guangdong, omkring 280 kilometer sydväst om provinshuvudstaden Guangzhou. Antalet invånare är 157 498. Befolkningen består av 72 806 kvinnor och 84 692 män. Barn under 15 år utgör 19,0 %, vuxna 15-64 år 73 %, och äldre över 65 år 7,0 %.